# Gastropus
Gastropus är ett släkte av hjuldjur som beskrevs av Imhof 1898. Gastropus ingår i familjen Gastropodidae.
Kladogram enligt Catalogue of Life och Dyntaxa:
| Gastropus | \| \| Gastropus hyptopus \| \| \| \| \| \| Gastropus minor \| \| \| \| \| \| Gastropus stylifer \| \| \| \| |
|           | \| \| Gastropus hyptopus \| \| \| \| \| \| Gastropus minor \| \| \| \| \| \| Gastropus stylifer \| \| \| \| |
|           | Ascomorpha                                                                                                  |
|           | |
|           | Gastropus hyptopus                                                                                          |
|           | |
|           | Gastropus minor                                                                                             |
|           | |
|           | Gastropus stylifer                                                                                          |
|           | |

|  | Gastropus hyptopus |
|  |                    |
|  | Gastropus minor    |
|  |                    |
|  | Gastropus stylifer |
|  |                    |